# Monestir de la Murta
El Monestir de Santa Maria de la Murta és un antic monestir de l'orde jerònim, situat a la vall de la Murta, Alzira, Ribera Alta, País Valencià. Al llarg de la seua història va ser un centre cultural i espiritual important, visitat per personatges de la reialesa, aristocràcia i clergues destacats. L'any 1989 fou adquirit per l'Ajuntament de la ciutat i des de 1995 es troba en fase de recuperació i restauració, tant el cenobi com el seu entorn i reserva natural protegida.

## Orígens

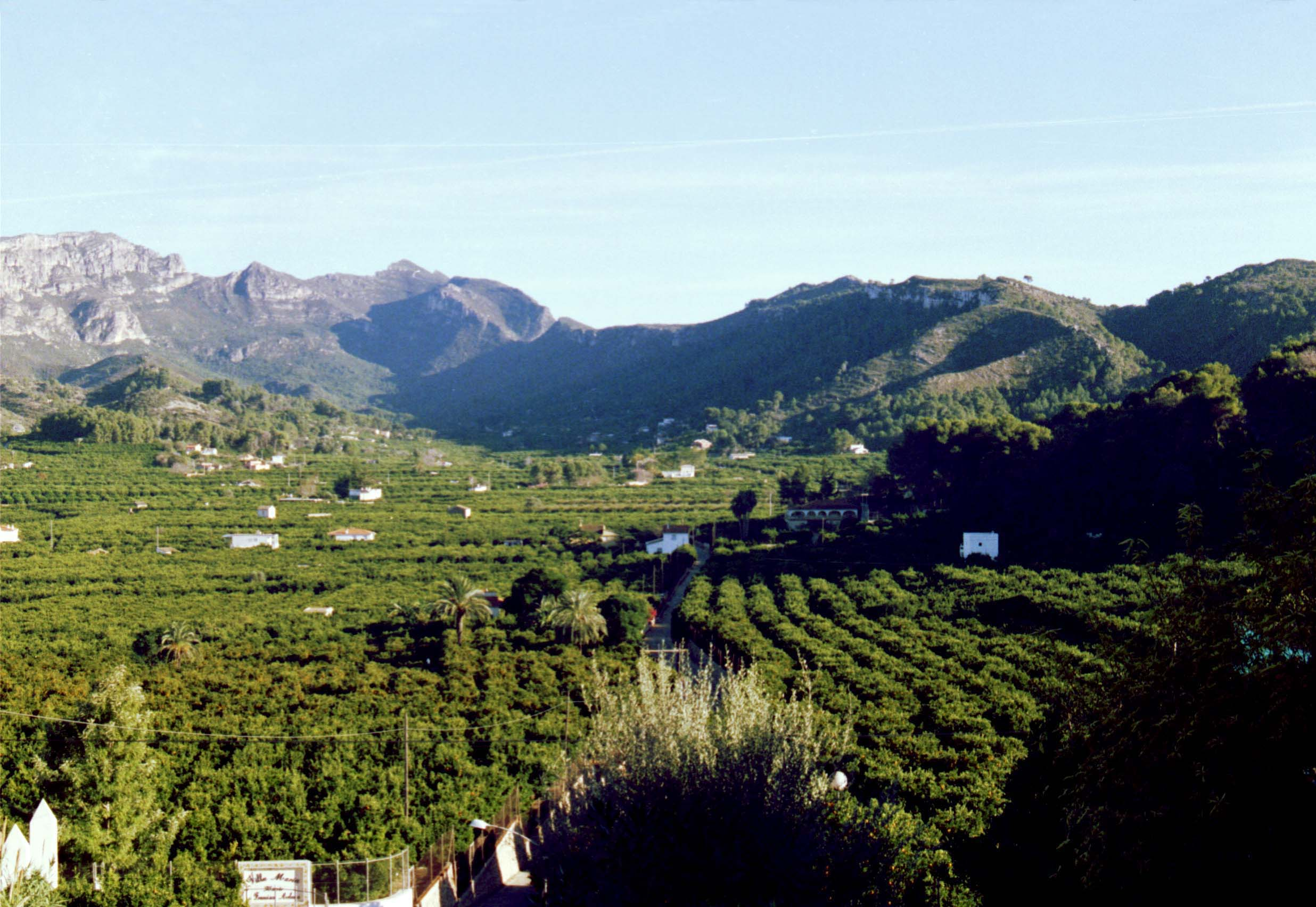
La Vall de la Murta

L'any 568, regnant Leovigild, San Donat i els seus eremites fugits d'Àfrica van fundar en la vall, aleshores dita del Miracle, un monestir servita. Després de la conquesta àrab de 711 el monestir s'abandonà i els monjos es dispersaren.
Els orígens del que fou Monestir de la Murta estan documentats en el manuscrit de 1773 del Pare J.B. Morera, qui va estudiar l'arxiu del monestir. A partir del segle xiv, quan el cavaller alzirenc Arnau Serra, senyor de les terres de la Murta, prèvia autorització del rei Pere el Cerimoniós, les va donar a un grup d'ermitans establits a la vall, amb la condició que fundaren una comunitat religiosa sota la regla de Sant Jeroni. Després de professar a Xàbia com a monjos d'aquesta orde, el Papa Gregori XI els va concedir una butlla per a fundar el monestir el 1376.

## Construcció i període d'esplendor

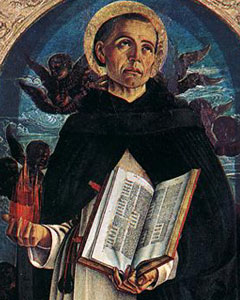
Sant Vicent Ferrer.

El nou monestir va nàixer sota la protecció de l'important monestir de Sant Jeroni de Cotalba, el prior del qual Fra Doménec Lloret, i un grup de monjos va ser enviats a Alzira el 1410. Aquest mateix any, l'11 de febrer s'iniciaren les obres de construcció segons la regla benedictina. Durant aquesta primera etapa el monestir va rebre la visita de Sant Vicent Ferrer, en 1410. La construcció de l'església s'estima a mitjans del segle xv, quan començaren a arribar les donacions.
L'obra inicial s'atribueix a Jaume Gallent, mestre d'obres de la ciutat de València, ja que el Archivo Histórico Nacional recull una visita dels Jurats de València al monestir on hi apareix el seu nom. Aquest mestre Gallent també apareix en les obres del Portal de Quart, de la Trinitat i del palau del Real.
El gran desenvolupament arquitectònic del monestir es degué a les generoses donacions procedents de famílies i personalitats il·lustres, entre les quals destacaren dues de les més importants famílies valencianes: els Vich i els Vilaragut (d'aquesta última va pertànyer el prior Joan Baptista Vilaragut). Altres donacions vingueren de la família dels vescomtes de Gallano, de Leonor de Heredia, neboda del tresorer dels Reis Catòlics, del cardenal Cisneros, o de l'aristòcrata Beatriu de Pròxita i Cornell, entre d'altres.

### Els Vich

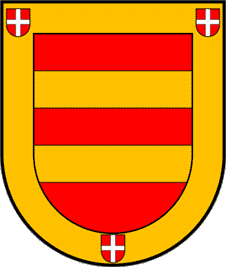
Escut nobiliari de la família Vich.

En el segle xv, la família Vich ja havia fet donacions per a la construcció del monestir i comptaven amb una capella al claustre, on va ser soterrat Lluís Vich i de Corbera, Mestre Racional del Regne de València. Però fou el cardenal Guillem Ramon de Vich i Vallterra (1460/1470-1525), ambaixador del capítol de València a Roma, aleshores ardiaca de Xàtiva i canonge de València, qui va voler donar al monestir una nova església. Aquestes obres foren finançades per Jeroni Vich i Vallterra (1459-1535), ambaixador en Itàlia de Ferran el Catòlic i després de Carles V. Es construí a les ordres de Joan d'Alacant, i Agustí Muñoz, el qual ja havia treballat en edificis tan significatius com la catedral de València o el Consolat del Mar. La torre dels Coloms data de 1528.
Morts Guillem Ramon i Jeroni Vich, els seus successors van mantindre el vincle i es seguiren soterrant al monestir, però dedicaren els seus recursos a altres obres.
L'any 1586, el convent va rebre la visita de Felip II, acompanyat del príncep Felip i la infanta Isabel Clara Eugènia. El rei va inaugurar el nou pont d'accés al recinte monacal, sobre el barranc de la Murta, i va ser batejat amb el seu nom.
Fou en els últims anys del segle xvi quan començà el màxim apogeu de la Murta, gràcies a Joan Vich i Manrique de Lara, ambaixador de la Corona davant la Santa Seu, bisbe de Mallorca i arquebisbe de Tarragona, el qual va promoure nombroses obres de millora i va crear la biblioteca. El monestir va anar atresorant un patrimoni destacable originat en les donacions de la família Vich, i altres, a canvi de poder rebre sepultura dins del cenobi. Així ho va fer un altre membre dels Vic, Lluís Vich, virrei de Mallorca i cavaller de l'orde de Santiago. també Joan Vic, germà de l'anterior va fer alçar una nova església (la capella major de la qual seria el nou panteó familiar). La nova construcció fou realitzada per l'arquitecte de València, Francesc Figuerola i supervisada per Dídac Vich, acabant-se el 1623. Dídac Vich, últim membre de la família, va ser un dels més ferms protectors de Santa Maria de la Murta, ell fou qui encarregà fer el retaule major en 1631 a Joan Miquel Orliens (autor entre altres del retaule de Sant Joan del Mercat o del monestir de Sant Miquel dels Reis de València). Aquest retaule, amb la part pictòrica obra de Pedro Orrente, s'acabà el1634. Durant aquesta etapa el monestir va arribar a ser un important centre cultural i religiós.

### Segles XVII i XVIII
Després de la mort de Dídac Vich, i amb el seu llegat, la comunitat de la Murta va poder acabar les millores iniciades en vida del protector. A la llarga del segle xviii els monjos van empendre noves obres de millora, però ja no es triaven mestres de primera línia. El conjunt monacal fou reformat i ampliat, destacant la reforma del refectori i el seu emblanquinament, i també del claustre, cel·la del prior i l'església. Aquesta fou pintada pels pintors milanesos Carles i Lorenzo Soronetti i Pedro Bazzi en 1772. Així s'havia fet també en l'església de Llíria, en la cartoixa de Porta Coeli, i s'havia encarregat per a les catedrals de Saragossa i d'Oriola. Destacaren també l'aplacat de les parets amb taulells i l'ampliació i reforma de l'hospici, construïda el 1657.

## Decadència i Desamortització. Segle XIX

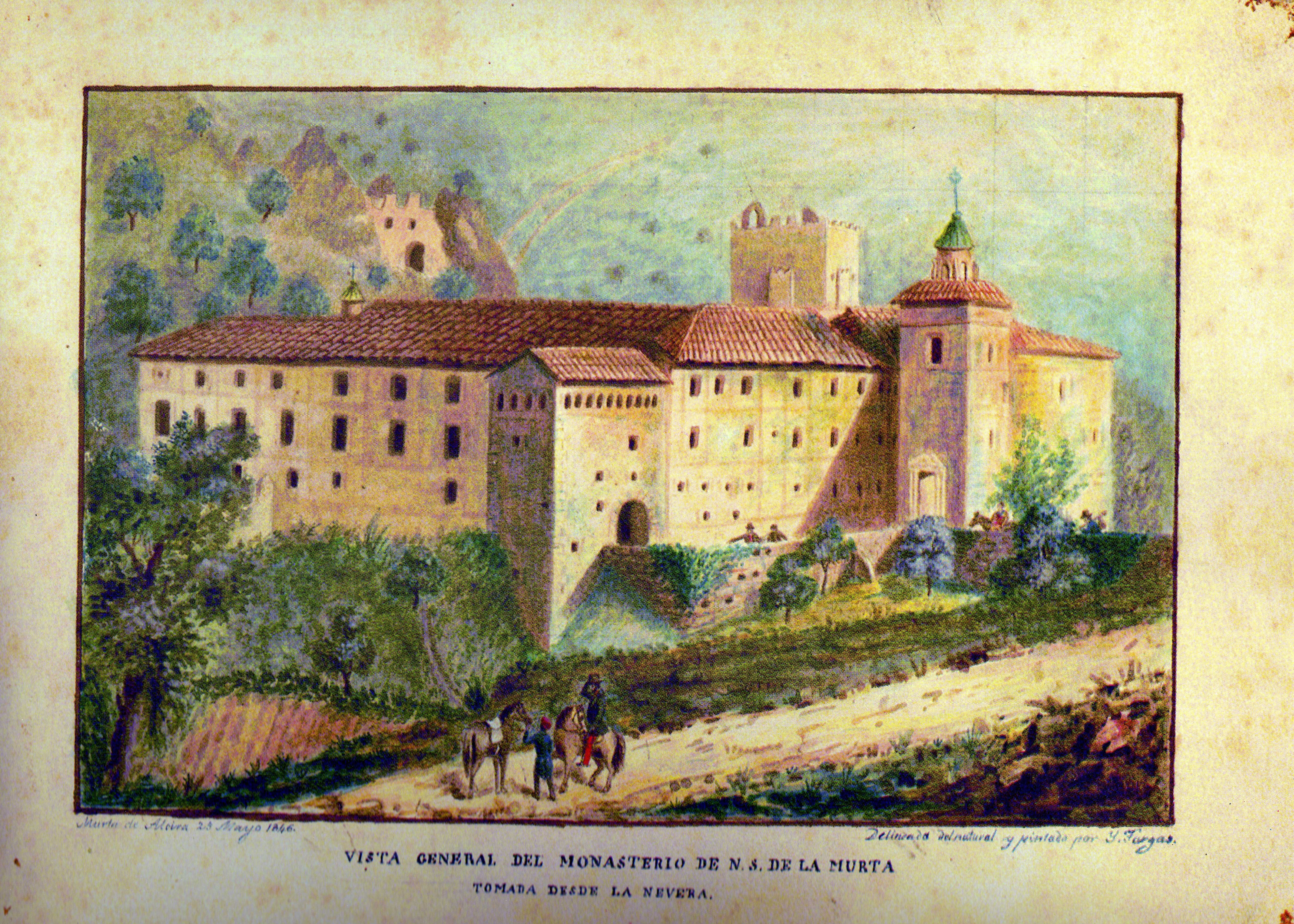
El monestir poc després de la desamortització.

El segle xix fou un mal segle per a la Murta. Les disposicions deixades per Dídac Vich van deixar de respectar-se, i el declivi del monestir arribà a ser tan greu que els monjos hagueren de vendre l'orgue de l'església i algunes obres d'art.
El 1835 arriba la desamortització de Mendizábal, i el monestir es tanca, aleshores només tenia onze monjos.
Tres anys dresprés va passar a mans privades, iniciant-se un procés d'abandonament i espoli dels seus béns fins a la seua ruïna total, empitjorada per la invasió de la natura que envoltava els edificis.
Precisament aquest estat de ruïna amb equilibri amb la natura, és el que ha cridat l'atenció històrica, literària i artística, sent la Murta el monestir jerònim valencià que més incursions literàries ha suscitat.

## Personatges religiosos
Entre els personatges religiosos que habitaren o visitaren Santa maria de la Murta, destaquenl Sant Joan de Ribera, patriarca d'Antioquia i virrei i arquebisbe de València, Gilabert Martí, bisbe de Sogorb, fra Peritoya, prior del monestir i bisbe de Coria, fra Jeroni Corella, bisbe d'Hondures, frai Juan de Esteban, arquebisbe de Bríndisi, fra Vicent de Montalbán, general de l'orde, així com els membres eclesiàstics abans esmentats de la família Vich i Sant Vicent Ferrer.

## Art i patrimoni del Monestir de la Murta

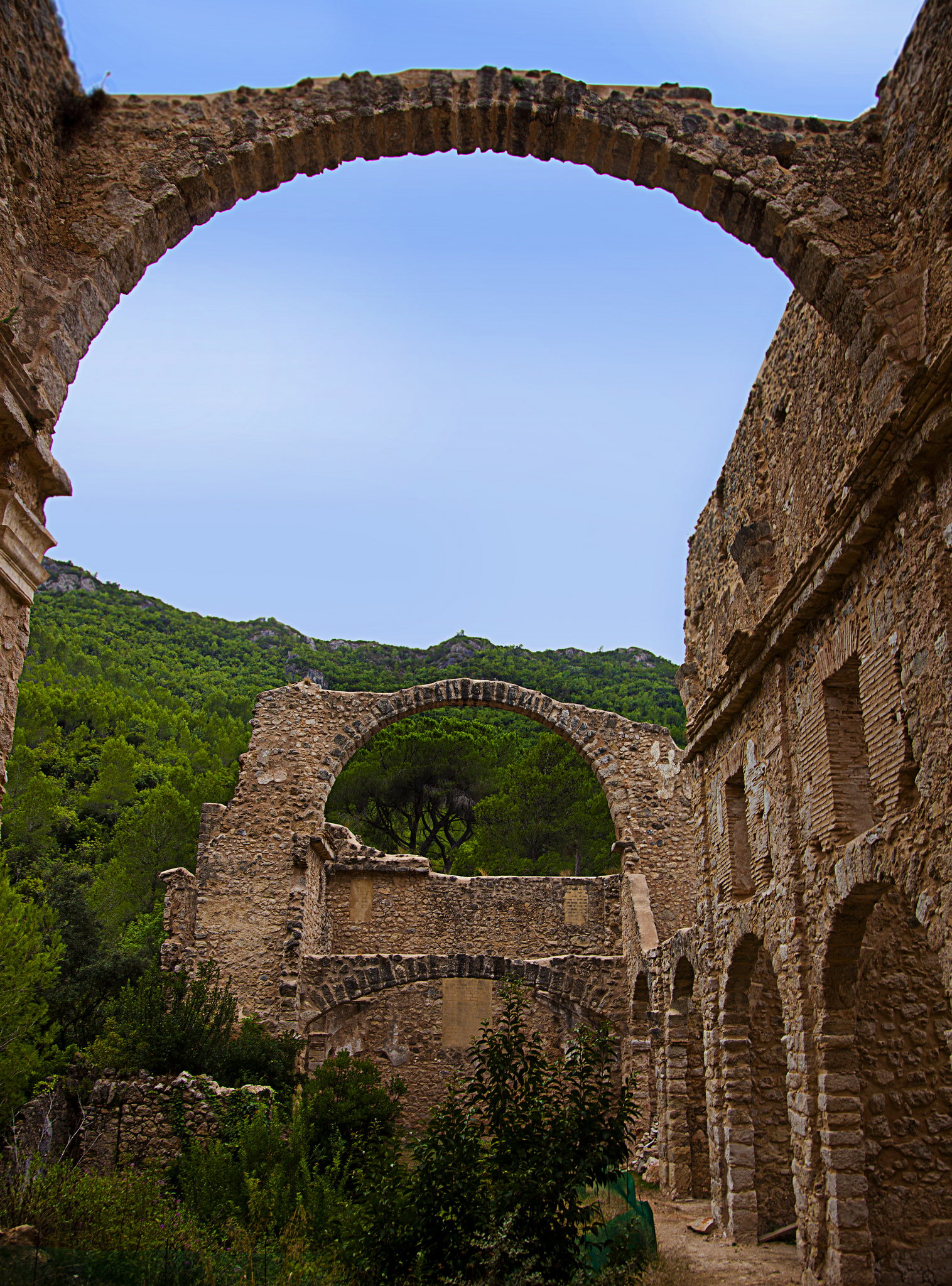
Església.

En la seua història el monestir de la Murta, a banda del seu constant enriquiment arquitectònic, va anar acumulant una gran quantitat de patrimoni i obres d'art, gràcies a donacions i al mecenatge, convertint-se així en un dels monuments historicoartístics més importants del País Valencià. Actualment, però, és un dels menys coneguts degut al seu abandonament i oblit durant més de segle i mig.
Dins de l'abundant patrimoni que arribà a tindre el cenobi, destaquen: el retaule quatrecentista adquirit a principis del segle xvi, la Verònica i el retaule d'alabastre representant el Baptisme, portat d'Itàlia per Jeroni Vich i Vallterra (conservat actualment al Museu de Belles Arts de València), el retaule de la Crucifixió, valuosos objectes litúrgics donats per Joan Vich i Manrique de Lara en 1593, l'orgue de 1597, el retaule major i el cadiratge del cor, la taulelleria, el retaule de Sant Josep, el retaule de la Capella dels Reis, el de la Nativitat, el de Sant Jeroni, el de Sant Pere i Sant Pau, el Calvari,Crist abraçant la creu i Crist al Limb de Sebastiano del Piombo, conservats al Museu del Prado, una taula de El Greco, un Salvador de Joan de Joanes i una multitud d'obres pictòriques d'importants pintors, com Durer, Jacopo Bassano, el paisatgista flamenc Paul Brill, Francesc i Joan Ribalta (dels quals es conserven fins a 31 retrats de valencians il·lustres obra de Joan, conservats al Museu de Belles Arts de València), Pedro Orrente, Luis de Morales, Josep de Ribera o Lorenzo Castro.
Per acabar, formava part d'aquest patrimoni la gran biblioteca del monestir, que integrava les de Joan Vich, de l'ardiaca Pere Esplugues, el Cardenal Vera i del bisbe de Sogorb, natural d'Alzira, Gilabert Martí.